# Дойч-Ваграм
Дойч-Ваграм (нем. Deutsch-Wagram, ранее известен как Ваграм) — город в Австрии, в федеральной земле Нижняя Австрия.
Входит в состав округа Гензерндорф. Население составляет 7221 человек (по состоянию на 31 декабря 2005 года). Занимает площадь 30,61 км². Официальный код — 30808.

## История
Городок известен тем, что близ него в июле 1809 года состоялось крупное сражение между австрийской армией под начальством эрцгерцога Карла и войсками Наполеона, в ходе которого погибло более 10 тысяч австрийцев.

## Экономика
Известная оружейная фирма Glock была основана в 1963 году и базируется в Дойч-Ваграме.

## Известные жители и уроженцы
- Томас Форстнер — австрийский певец.

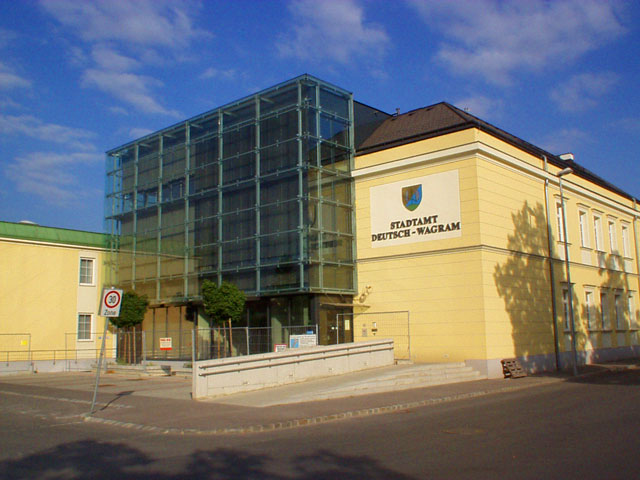
Мэрия Дойч-Ваграма
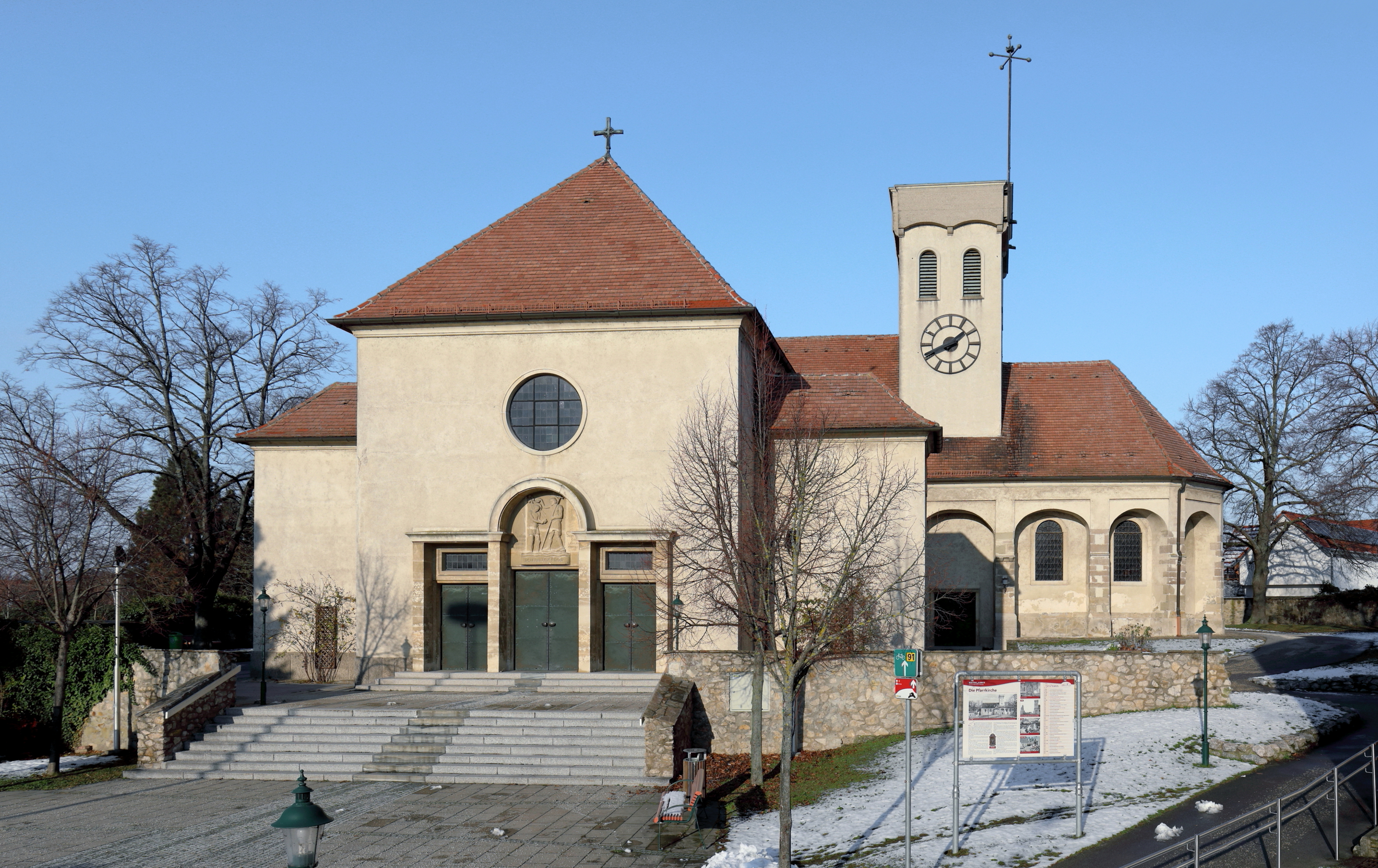
Местная церковь